# Fußball-Weltmeisterschaft 1934/Vereinigte Staaten
Dieser Artikel behandelt die US-amerikanische Nationalmannschaft bei der Fußball-Weltmeisterschaft 1934 in Italien.

## Qualifikation
Das Qualifikationsspiel fand drei Tage vor WM-Beginn in Rom statt. Vierfacher Torschütze für die USA war dabei der Italo-Amerikaner Aldo Donelli.
| Mexiko | – | USA | 2:4 |

## Aufgebot
| Name             | Verein                        | Geburtstag    | Spiele   | aTorea   | Platzverw. |
| Torhüter         | Torhüter                      | Torhüter      | Torhüter | Torhüter | Torhüter   |
| ---------------- | ----------------------------- | ------------- | -------- | -------- | ---------- |
| Julius Hjulian   | Chicago Wonderbolts           | 15. März 1903 | 1        | 0        | 0          |
| Abwehr           |                               |               |          |          |            |
| Ed Czerkiewicz   | Pawtucket Rangers             | 8. Juli 1912  | 1        | 0        | 0          |
| Al Harker        | Philadelphia German-Americans | 11. Apr. 1910 | 0        | 0        | 0          |
| Joe Martinelli   | Pawtucket Rangers             | 22. Aug. 1916 | 0        | 0        | 0          |
| George Moorhouse | New York Americans            | 4. Mai 1901   | 1        | 0        | 0          |
| Herman Rapp      | Philadelphia German-Americans | 1907          | 0        | 0        | 0          |
| Mittelfeld       |                               |               |          |          |            |
| Tom Amrhein      | Baltimore Canton              | 1911          | 0        | 0        | 0          |
| Bill Fiedler     | Philadelphia German-Americans | 10. Jan. 1910 | 0        | 0        | 0          |
| Tom Florie       | Pawtucket Rangers             | 6. Sep. 1897  | 1        | 0        | 0          |
| Jimmy Gallagher  | Cleveland Slavia              | 7. Juni 1901  | 0        | 0        | 0          |
| Billy Gonsalves  | Stix, Baer and Fuller FC      | 10. Aug. 1908 | 1        | 0        | 0          |
| William Lehman   | Stix, Baer and Fuller FC      | 20. Dez. 1901 | 0        | 0        | 0          |
| Tom Lynch        | Brooklyn Celtic               | ?             | 0        | 0        | 0          |
| Peter Pietras    | Philadelphia German-Americans | 21. Apr. 1908 | 1        | 0        | 0          |
| Angriff          |                               |               |          |          |            |
| Walter Dick      | Fall River FC                 | 20. Sep. 1905 | 1        | 0        | 0          |
| Aldo Donelli     | Pittsburgh Curry Silver Tops  | 22. Juli 1907 | 1        | 1        | 0          |
| Willie McLean    | Stix, Baer and Fuller FC      | 27. Jan. 1904 | 1        | 0        | 0          |
| Werner Nilsen    | Stix, Baer and Fuller FC      | 4. Feb. 1904  | 1        | 0        | 0          |
| Francis Ryan     | Philadelphia German-Americans | 10. Jan. 1908 | 1        | 0        | 0          |
| Trainer          |                               |               |          |          |            |
| David Gould      |                               | 9. Jan. 1873  |          |          |            |

## Spielergebnisse
Die USA hatten gegen den Gastgeber Italien nicht den Hauch einer Chance und verloren deutlich mit 1:7. Den Ehrentreffer markierte Aldo Donelli.
|                                       |   |     |           |
| So., 27. Mai 1934 um 16:30 Uhr in Rom |   |     |           |
| Königreich Italien                    | – | USA | 7:1 (3:0) |